# Tina Cvetkovič
Tina Cvetkovič (* 4. Dezember 2000) ist eine slowenische Tennisspielerin.

## Karriere
Cvetkovič begann mit fünf Jahren das Tennisspielen und bevorzugt Teppich als Spielbelag. Sie gewann während ihrer Karriere bisher drei Titel im Doppel auf der ITF Women’s World Tennis Tour.

## Turniersiege

### Doppel
| Nr. | Datum             | Turnier    | Kategorie | Belag | Partnerin          | Finalgegnerinnen                     | Ergebnis          |
| --- | ----------------- | ---------- | --------- | ----- | ------------------ | ------------------------------------ | ----------------- |
| 1.  | 5. September 2020 | Otočec     | ITF W15   | Sand  | Pia Lovrič         | Dorka Drahota-Szabó Adrienn Nagy     | 6:3, 6:1          |
| 2.  | 20. März 2021     | Gonesse    | ITF W15   | Sand  | Zoe Howard         | Anna Gabric Lena Papadakis           | 6:75, 6:3, [10:5] |
| 3.  | 18. Juni 2022     | Pörtschach | ITF W25   | Sand  | Michaela Bayerlová | Caijsa Wilda Hennemann Martyna Kubka | 6:3, 6:3          |